# Sully Erna
Salvatore Paul "Sully" Erna Jr., född den 7 februari 1968 i Lawrence, Massachusetts, är en amerikansk sångare och låtskrivare för hårdrocksbandet Godsmack. Erna är också gitarrist och trumslagare. I Hit Parader magazine har han framröstats som nr 47 av de hundra bästa hårdrockssångarna (2006).

## Jordbävningen i Haiti 2010
Erna sa i ett uttalande, "Since I can't be there to help in person, I want to make my contribution as a fellow human being to give what I can while I'm in the fortunate situation that I am to help those that are so unfortunate in this time of tragedy."

## Diskografi (urval)
Med Meliah Rage
- 1992: Unfinished Business

Med Strip Mind
- 1993: What's in Your Mouth

Med Godsmack
- 1998: Godsmack
- 2000: Awake
- 2003: Faceless
- 2004: The Other Side
- 2006: IV
- 2007: Good Times, Bad Times... Ten Years of Godsmack
- 2010: The Oracle
- 2012: Live and Inspired
- 2014: 1000hp
- 2018: When Legends Rise

Solo
- 2010: Avalon
- 2012: Avalon Live
- 2016: Hometown Life